# A keresztfához megyek
Az A keresztfához megyek kezdetű nagyböjti ének dallama Bozóky Mihály énekeskönyvében jelent meg. Szövegét Tárkányi Béla írta.
Feldolgozás:
| Szerző       | Mire      | Mű                    |
| ------------ | --------- | --------------------- |
| Bárdos Lajos | vegyeskar | A keresztfához megyek |

## Kotta és dallam
| A keresztfához megyek, Mert máshol nem lelhetek Nyugodalmat lelkemnek. S ott talállak, ó, Szűz Anya, Fájdalom közt, bágyadozva, Tőr veré át lelkedet. | Mely gyötrelem volt Neked Isteni szülöttedet Látni szegény jászolban! S midőn annyi ellenségek Romlására esküvének: Tőr veré át lelkedet.        | De midőn ezek felett Láttad, mennyit szenvedett, Szenvedett az ártatlan! Láttad őt a Kálvárián, Két lator közt a keresztfán, Kínodat ki mérje meg! | A nap elsötétedett, Ennyi kínt nem nézhetett, Borzadván rengett a föld! Sírt, kesergett, gyászolt minden Az egész nagy természetben: De gyötrelmed nagyobb volt! |
| Ezt, ó, fájdalmas Anya, Mind értem tűrted vala, Értem, háládatlanért! Ki Fiadat megvetettem, És keresztre feszítettem, Ó, én kárhozat fia!            | Most a lelkiismeret Életemnek átka lett, Istenem, hová legyek? Nincs lelkemnek csendessége, Rettent a bűn szörnyűsége: Jaj, kétségbe kell esnem! | Ah, de fülembe hata Szent Fiad e szózata: "Ím Anyád, ó, tanítvány!" Tanítványa én is voltam, Míg a bűnre nem hajlottam, Ő engem is rád bízott.     | Ne nézd bűnös-létemet, Hanem a szeretetet, Mely értem a fán vérzett. Fájdalmaid, ó szűz Anya, Indítsanak bűnbánatra, Hogy kegyelmet nyerhessek.                  |

## Felvételek
- Nagyböjti ének A keresztfához megyek. Hittansuli (Hozzáférés: 2016. december 15.) (audió) arch
- A keresztfához megyek - készülődés Húsvétra. YouTube (2014. április 7.)  (Hozzáférés: 2016. december 15.) (audió)
- A keresztfához megyek. Lutheránia énekkar  YouTube (2010. szeptember 10.)  (Hozzáférés: 2016. december 15.) (audió)
- A Keresztfához megyek. Szvorák Katalin  YouTube (2004. január 6.)  (Hozzáférés: 2016. december 15.) (audió)
- A keresztfához megyek. YouTube (2010. március 15.)  (Hozzáférés: 2016. december 15.) (videó) 3:03-ig.
- Ho.63 - A keresztfához megyek. YouTube (2016. április 1.)  (Hozzáférés: 2016. december 15.) (videó) orgona